# Friederike Thieme
Friederike Thieme est une ancienne joueuse allemande de volley-ball née le 16 avril 1987 à Zittau. Elle mesure 1,87 m et jouait au poste de centrale. Elle a totalisé 6 sélections en équipe d'Allemagne.

## Clubs
| Club               | De        | À         |
| ------------------ | --------- | --------- |
| HSG Turbine Zittau |           |           |
| VC Olympia Dresden |           | 2003-2004 |
| Dresdner SC        | 2004-2005 | 2012-2013 |

## Palmarès
- Challenge Cup féminine
  - Vainqueur: 2010.
- Championnat d'Allemagne
  - Vainqueur : 2007.
  - Finaliste: 2008, 2011, 2012, 2013.
- Coupe d'Allemagne
  - Vainqueur: 2010.
  - Finaliste: 2007, 2009.